# 狼尾滩之战

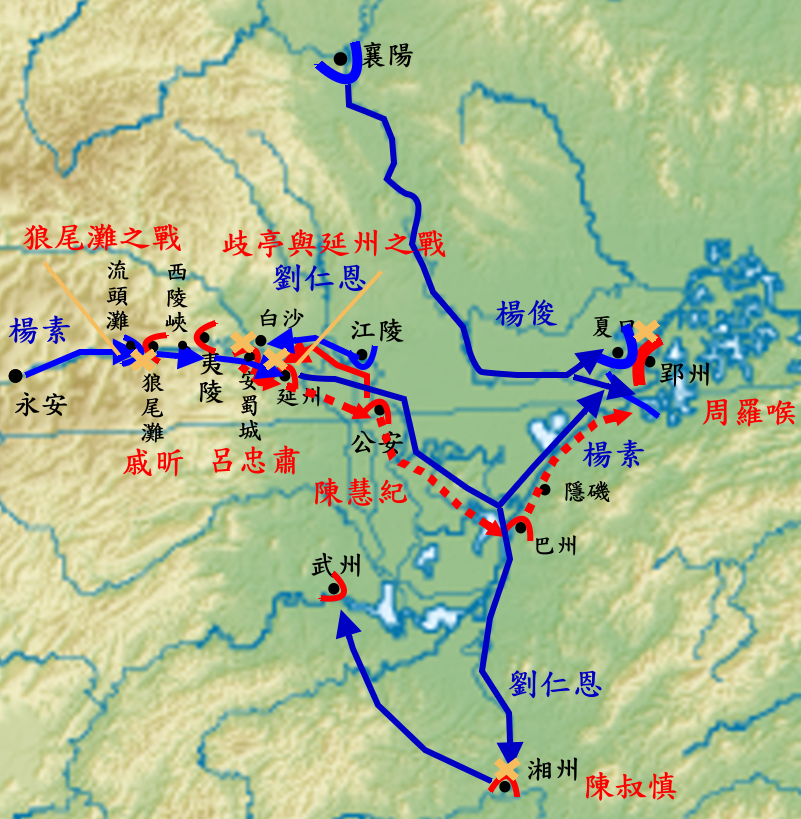
狼尾滩之战

狼尾滩之战是隋文帝开皇八年（588年）十二月，在隋灭陈之战中，隋朝行军元帅杨素率军在大将军刘仁恩部配合下，在狼尾滩（今湖北宜昌西北长江中），击败南陈守将戚昕的作战。
588年十二月上旬，杨素首先率舟师自巴东郡（今重庆市奉节县东）东下三峡，在长江上游发起攻势作战。隋军至流头滩（今湖北宜昌西北），陈将戚昕率青龙战船百余艘、战士数千人堅守前方狼尾滩。狼尾滩地势险要，水流急，易守难攻。杨素认为如果白天进攻易被陈军发现，滩流太快，战船队形不易保持严整，对作战发展不利。决定水军突袭与两岸步、骑兵协同攻击，乘夜突袭，将其击败。杨素率黄龙战船数千艘，利用夜间，令将士衔枚开进，实施正面突破，令开府仪同三司王长袭率步兵由长江南岸攻击戚昕别队，令大将军刘仁恩率甲骑自江陵西进，沿长江北岸进击陈军白沙（今宜昌东）要点。隋军水陆配合，于次日一早，击败戚昕所部。戚昕逃走，部属全部被俘。杨素对俘虏不杀不辱，慰劳后全部释放。